# Fermats kriterium
Fermats kriterium är en matematisk sats uppkallad efter Pierre de Fermat. Den bevisar att derivatan är noll i en inre, deriverbar extrempunkt.
Maximum- och minimumpunkter på en graf kan bara inträffa i
- Punkter med derivatan 0
- Punkter med odefinierad derivata
- Ändpunkter